# Ägerisjön
Ägerisee är en sjö i kantonen Zug i Schweiz. Den ligger i den centrala delen av landet. Ägerisee ligger 723 meter över havet. Arean är 7,3 kvadratkilometer. Den sträcker sig 4,1 kilometer i nord-sydlig riktning, och 4,2 kilometer i öst-västlig riktning.
Följande samhällen ligger vid Ägerisee:
- Oberägeri
- Unterägeri

Omgivningarna runt Ägerisee är en mosaik av jordbruksmark och naturlig växtlighet.

## Historia
År 1315 besegrade det gamla schweiziska edsförbundet de anfallande habsburgska styrkorna i slaget vid Morgarten invid Ägerisjön. Allt fler kantoner anslöt sig så småningom till detta förbund, vilket i förlängningen innebar att landet Schweitz uppstod som självständig stat.